# توکل

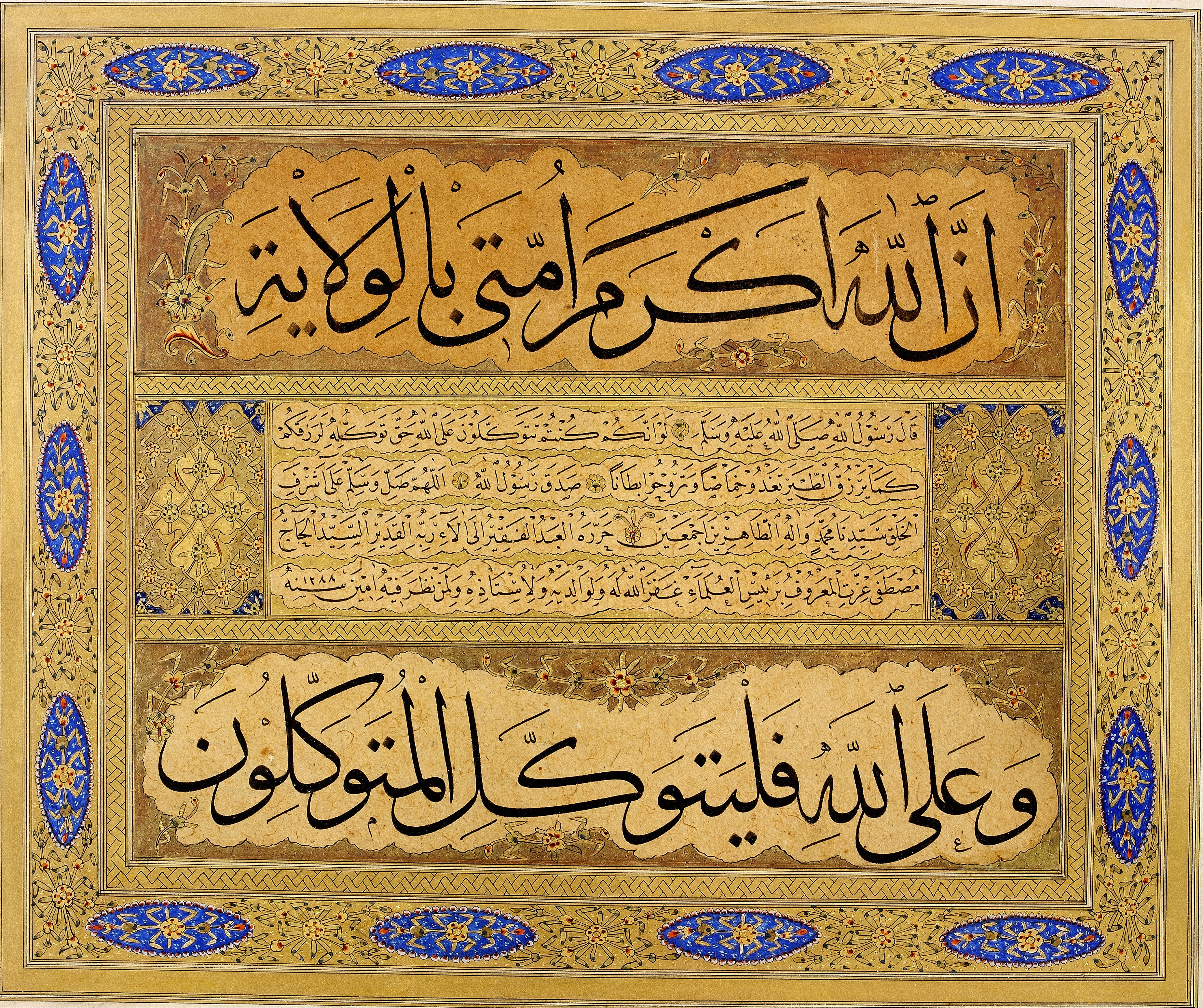
نگاره ای از خوشنویسی آیه «وَ عَلَی الله فَلیَتَوَکّل المُتَوَکّلونَ» اثر که در موزه ثاقب صابونچی شهر استانبول نگهداری می‌شود.

توکل در لغت یعنی اعتماد و تکیه کردن بر کسی و در اصطلاح یعنی اعتماد کردن به (خدا و آنچه از اوست )و ناامید نشدن انسان و آنچه به دست اوست... 
توَکّل یعنی کسی را وکیل در کار خود قرار دادن. در اسلام شخصی که بر خدا توکل کرده، کارهای خود را به خدا حواله کرده و از هر عامل دیگری در امور خود دوری می‌جویند. شخص توکل‌کننده را «متوکل» می‌نامند. شخص متوکل تنها به خدا وابسته‌است و او را اساس اعمال می‌داند.

## توکل در قرآن
- در قرآن، خدا دوست‌دار کسی که به او توکل می‌کند قلمداد شده‌است: «إِنَّ اللَّهَ یُحِبُّ الْمُتَوَکِّلِینَ[۲]» توکل به معنی آن است، که بنده امر خود را به خدایش واگذار کند.
- وَمَنْ یَتَوَکَّلْ عَلَی اللَّهِ فَهُوَ حَسْبُهُ (سوره طلاق-۳)[۳]
- وَتَوَکَّلْ عَلَی الْحَیِّ الَّذِی لَا یَمُوتُ وَسَبِّحْ بِحَمْدِهِ (سوره فرقان-۵۸)[۴]

کسی می‌تواند توکل پیشه کند، که به یقین، و ایمان، رسیده باشد. یقین، و ایمان به اینکه اولا خداوند قادر و بر انجام هر کاری تواناست، و ثانیاً رحیم و لطیف و با بندگانش مهربان است.

## توکل در سخنان بزرگان
نسفی در این باره می‌نویسد:
توکل ثمره ایمان است. ایمان هر که قوی‌تر باشد، توکل وی درست‌تر بود. یعنی هر که را ایمان باشد به هستی، و یگانگی خدا، او به یقین بداند که خدا داناست به همه چیز، و تواناست بر همه چیز، و رحمت و عنایت او در حق بندگان زیاده از آن است، که رحمت و عنایت مادر در حق فرزند، بلکه هیچ نسبت ندارد رحمت و شفقت مادر به رحمت و شفقت حق. شفقت مادر در حق فرزند هم اثر شفقت حق تعالی در حق بندگان خود.
ای درویش توکل درست از یقین درست پیدا می‌آید. یقین هرکه تمام‌تر بود، توکل وی درست‌تر بود و یقین در دل است و توکل کار دل است. چون دل آرام گرفت، خدا روزی بندگان می‌رساند و کار بندگان می‌سازد.
محمد غزالی نیز توکل را حالتی از احوال دل آن را ثمره ایمان می‌داند. وی توکل را بر دو ایمان استوار می‌بیند؛ یکی ایمان به توحید، و دیگر ایمان به کمال لطف و رحمت. غزالی معتقد است، اگر کسی به چند صفت وکیل ایمان داشته باشد، دل او بر وکیل اعتماد می‌کند و توکل تمام می‌شود؛ یکی آنکه او تمام حقایق را با علم کامل می‌داند؛ دوم آنکه قدرت کامل دارد تا آنچه را می‌داند آشکار سازد؛ سوم آنکه مهر و شفقت کامل دارد بر موکل و اصرار تمام دارد تا حق محفوظ بماند.
مولوی در داستان شیر و نخجیران به دو دیدگاه دربارهٔ توکل می‌پردازد. او شیر را نماینده کسانی معرفی می‌کند که توکل را به معنای نفی کوشش و جهد نمی‌دانند و نحجیران را نماد گروهی برمی‌شمارد که پیشه کردن توکل را با ترک جهد و کوشش و اعتقاد به جبر کامل در زندگی انسان یکی می‌دانند. سرانجام چنین نتیجه می‌گیرد، که توکل به این معنا نیست که آدمی دست از کار و کوشش بکشد و به انتظار پیشامدهای روزگار باشد.
| گفت آری گر توکل رهبرست   |  | این سبب هم سنت پیغمبرست |
| گفت پیغامبر به آواز بلند |  | با توکل زانوی اشتر ببند |
| رمز الکاسب حبیب‌الله شنو  |  | از توکل در سبب کاهل مشو |